# Mănăstirea Papraća

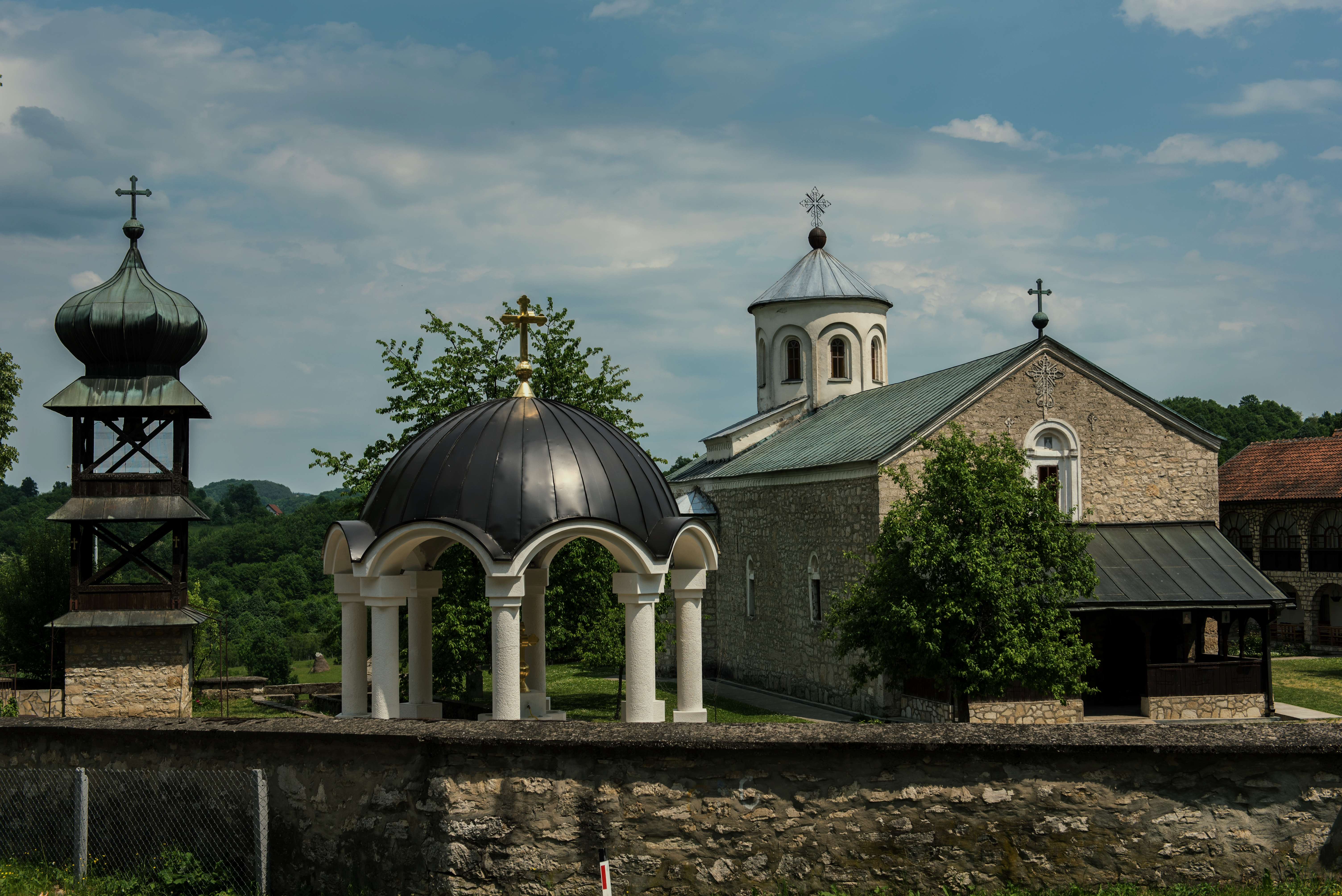
Mănăstirea Papraća

Mănăstirea Papraća (în sârbă Манастир Папраћа, cu alfabetul latin: Manastir Papraća) este o mănăstire ortodoxă sârbă situată în satul Papraća din estul Republicii Srpska, Bosnia și Herțegovina. Ea are hramul Buna Vestire și se află la izvorul râului Papraća, în apropierea șoselei Vlasenica-Šekovići-Zvornik, la o distanță de 16 km de orașul Šekovići.

## Istoric

### Întemeierea mănăstirii
Data întemeierii mănăstirii nu este cunoscută, dar documentele otomane contemporane atestă faptul că mănăstirea exista în prima jumătate a secolului al XVI-lea. Mănăstirea ar fi fost întemeiată de regele sârb Stefan Dragutin, care a condus aceste meleaguri între 1284 și 1316. Prima mențiune scrisă este defterul turcesc din 1513.

### Legăturile cu Rusia
Călugării de la Papraća au avut contacte cu conducătorii ruși în secolele al XVI-lea și al XVII-lea și au călătorit adesea în Rusia pentru a strânge fonduri și a aduce obiecte de cult ortodox. În 1551 călugării au călătorit la Moscova prin regiunea Volînia a Marelui Ducat al Lituaniei, unde au primit un manuscris al unui Evangheliar de la prințul Dymitr Sanguszko, care era nepot al despotului sârb Jovan Branković. Câțiva ani mai târziu, tot în Volînia, un alt grup de călugări de la Papraća a primit o Psaltire de la un bărbat poreclit Nikola Sârbul. În 1559 călugării de la Papraća au ajutat la construirea unei noi biserici a Mănăstirii Tronoša din vestul Serbiei. În 1645 țarul rus Alexei Mihailovici a acordat o cartă care permitea călugărilor de la Papraća să călătorească în Rusia o dată la opt ani pentru a strânge donații. Călugării sârbi au reușit să călătorească în Rusia chiar și în timpul Războiului cu Turcia (1683–1699).
Mănăstirea a fost abandonată și părăginită după Războiul Austro-Turc din 1716-1718, iar treizeci dintre viețuitorii săi au fost uciși de turci. Ferhat-beg, un spahiu originar din regiunea Budim care se mutase în pașalâcul Bosnia după pierderea moșiilor sale din Ungaria, a cumpărat moșia abandonată a mănăstirii, iar urmașii săi, familia Ferhatbegović, au trăit acolo mulți ani.

### Reluarea vieții monahale
Biserica mănăstirii a fost reconstruită în 1853, după ce autoritățile otomane au permis efectuarea lucrărilor de construcție. Reconstrucția a fost susținută cu fondurile donate de sârbii din Sarajevo. Biserica a fost renovată în anii următori și a fost sfințită în 1869 de Dionisije al II-lea Ilijević, mitropolitul de Dabro-Bosnia.
Viața monahală a fost reluată la Papraća în 1880, odată cu sosirea starețului Pajsije Filipović. În anii următori au fost achiziționate noi proprietăți, a fost plantată o vie, au fost construite un nou corp de chilii (în 1905, în locul celui distrus de foc în 1717) și o clădire folosită ca școală (în 1907). O nouă serie de lucrări de reparații au fost executate în perioada 1901-1923. Starețul Joakim Trbojević, care a condus mănăstirea din 1923 până în 1941, a împrejmuit mănăstirea cu un zid de piatră, a construit un turn clopotniță și a cumpărat un nou clopot. În timpul celui de-al Doilea Război Mondial, mănăstirea a suferit pagube însemnate: biserica a fost bombardată, clădirile adiacente au ars, iar obiectele de valoare au fost furate.
Călugării au revenit în anul 1947, dar Papraća a fost transformată în mănăstire de călugărițe în 1954, odată cu venirea maicii Varvara Božić împreună cu două surori de la Mănăstirea Tavna. Prin eforturile celor trei călugărițe a fost reparat corpul de chilii și au fost achiziționate alte obiecte de cult în locul celor furate. Mănăstirea a fost condusă din nou de călugări începând din 1956, iar în anii 1973-1975 au fost realizate noi lucrări de restaurare și renovare: biserica mănăstirii a fost reparată și acoperită cu tablă de aramă, a fost montat un nou iconostas și a fost refăcut zidul de piatră din jurul mănăstirii. După încheierea acestor lucrări, biserica a fost resfințită pe 21 septembrie 1975 de episcopul Longhin Tomić de Zvornik și Tuzla. Ulterior a fost construit un nou corp de chilii, care a fost sfințit pe 6 octombrie 1985.
Mănăstirea Papraća a fost inclusă pe lista monumentelor naționale din Bosnia și Herțegovina în anul 2005.